# Сентервил (Џорџија)
Сентервил (Џорџија) (енгл. Centerville) град је у америчкој савезној држави Џорџија. По попису становништва из 2010. у њему је живело 7.148 становника.

## Демографија
Према попису становништва из 2010. у граду је живело 7.148 становника, што је 2.870 (67,1%) становника више него 2000. године.
| Група             | 2000.         | 2010.         |
| Белци             | 3.520 (82,3%) | 4.819 (67,4%) |
| Афроамериканци    | 478 (11,2%)   | 1.419 (19,9%) |
| Азијати           | 73 (1,7%)     | 293 (4,1%)    |
| Хиспаноамериканци | 131 (3,1%)    | 422 (5,9%)    |
| Укупно            | 4.278         | 7.148         |